# Чингісхан (роман)
Чингісхан — роман-трилогія.

## Перша книга
Роман Василя Яна «Чингісхан» розповідається про життя одного з найбільших завойовників усіх часів і народів — Чингісхана. Чудово описане раннє дитинство, про те, як дуже рано він втратив батька та був залишений із сім'єю напризволяще. Боротьба за владу в племенах — ось найголовніша ціль у житті Чингісхана. Отримавши єдиновласну владу у своєму племені він розпочинає об'єднання декількох племен. Після завоювання ворожих племен на військовій раді 1206 року Темучина обрали ханом, давши йому ім'я Чингісхан. Йому вдалось створити численну армію. Далі він спланував похід на Хорезм, але у 1218 році на підступах до міста 200-тисячне військо шаха Мухамеда протистояло приблизно такому ж війську. Як зазначалось у книзі:
«Була жорстока бійня. Шах Мухамед вивів на битву найкращих хоремзійських воїнів. Битва була до вечора. Ввечері Мухамед, побачивши великі втрати, відступив, але й Чингісхан відступив, зазнавши таких же втрат».
Далі відбувався похід у Кіпчакський степ. Після цього розпочалось повторне завоювання Хорезму. Він взяв в облогу місто Бухару, але жителі здались без супротиву.

## Книга друга
Завоювання Хорезму розпочалось після облоги і здавання міста Бухари. Хорезм-царство погрязло в внутрішніх міжусобицях. Спочатку він бере в облогу найнеприступніше місто Отрар. Після 7-місячної облоги зрадник відчинив ворота міста, яке знищили до тла. Далі йшли облоги великих міст: Кенеургенч, Хіва, Хазарасп, Кунград. Під час облоги міста Ургенч внука Чингісхана було вбито (за іншими даними, син Чагатая Мутуген загинув під час битви в долині Баміяна). Але місто було розбито вщент. Самарканд, столицю великого царства, було знищено (жителі самі відкрили ворота, бажаючи зберегти майно).
Далі останній хоремзійський шах Джелаль ель Дін програв битву Чингісхану, але з мужністю завдав утрати Чингісхану.
Далі йшло завоювання Кавказа. Найкращі полковники Темучина вирушили на Кавказ. Завоювавши Вірменію, вони вирушили на Київську Русь. Біля річки Калка вони розбили об'єднаних київських князів. А на Роману Мстиславовичу вони зробили ціле свято, поставивши його на стіл. Чингісхан завернув у степи і вирішив вийти у свій останній похід, і в ньому померти. У 1227 році він загинув.

## Українськомовні видання
Книжка перекладена з російської Анатолієм Шияном:
- Чингіз-хан. Батий (Історична повість і роман). Видавництво «Молодь», Київ — 1960
- Чінгізхан" (Роман). Видавництво «Веселка», Київ — 1991

## Цікаві факти
- Роман має в кожній своїй главі від 3 до 5 сторінок.
- Після цього Василь Ян написав роман «Батий».